# Angiosperma
As magnoliophyta/angiospermas ou angiospérmicas (do grego: angeos (ἄγγος) - "bolsa" e sperma (σπέρμα) - "semente") são plantas espermatófitas cujas sementes são protegidas por uma estrutura denominada fruto. Também conhecidas por magnoliófitas ou antófitas, são o maior e mais moderno grupo de plantas englobando cerca de 250 mil espécies (cerca de 90% de todas as espécies de plantas). Elas possuem raiz, caule, folha, flores, sementes e frutos.

## Características

### Características gerais
Todas as angiospermas são classificadas como um único filo, Anthophyta, as quais possuem duas adaptações principais, as flores e os frutos, que desempenham papeis fundamentais no ciclo de vida dessas plantas.

### Reprodução
- Flores

As flores são estruturas especializadas para a reprodução das angiospermas, sendo esse o aspecto mais marcante para as distinguir de outras plantas que produzem sementes. Algumas de suas principais utilidades são: a proteção das estruturas reprodutivas e a atração de agentes polinizadores, dessa forma, muito da diversidade presente nas flores é resultado de adaptações a polinizadores específicos.
- Partes masculinas reduzidas, três células

O gametófito masculino das angiospermas é significantemente reduzido em tamanho quando comparado às gimnospermas. O grão de pólen menor diminui o tempo de polinização até alcançar a planta fêmea para a fertilização. Nas gimnospermas, a fertilização pode ocorrer em até um ano após a polinização, enquanto nas angiospermas, a fertilização começa logo após a polinização. O tempo curto leva às angiospermas produzirem sementes mais rápido e mais cedo do que as gimnospermas, o que pode ser considerado uma vantagem evolutiva.
- Carpelo fechado anexado aos óvulos

Os carpelos fechados em angiospermas também permitem adaptações a polinizações especializadas. Isso ajuda a prevenir a autofertilização, garantido assim uma maior diversidade. Assim que o ovário é fertilizado, o carpelo e alguns outros tecidos se desenvolvem e o ovário amadurece em um fruto, que desempenha a função de atração de animais que realizam a dispersão da semente.
- Endosperma

No geral, a formação do endosperma começa após a fertilização e antes da primeira divisão do zigoto. O endosperma é um tecido altamente nutritivo que pode fornecer alimento ao embrião que está se desenvolvendo, cotilédones e, algumas vezes, à plântula.
Essas características juntas fazem das angiospermas as mais diversas e numerosas plantas terrestres e o grupo mais comercialmente importante para os humanos.

### Características gerais das duas classes de angiospermas

#### Monocotiledôneas
Também conhecidas como Liliopsidas, cerca de um quarto das espécies de angiospermas são monocotiledôneas (cerca de 70 mil espécies), sendo a maioria composta por plantas herbáceas. Alguns dos maiores grupos de plantas são as orquídeas, as gramíneas e palmeiras, As gramíneas incluem algumas das culturas agrícolas mais importantes, como o milho, arroz e trigo. São caracterizadas por:
- Raízes fasciculadas;
- Sementes com 1 cotilédone;
- Flores trímeras (múltiplas de 3);
- Ciclo de vida curto (por causa da raiz pequena);
- Crescimento primário;
- Nervuras paralelas nas folhas.

Eudicotiledôneas ou Dicotiledôneas

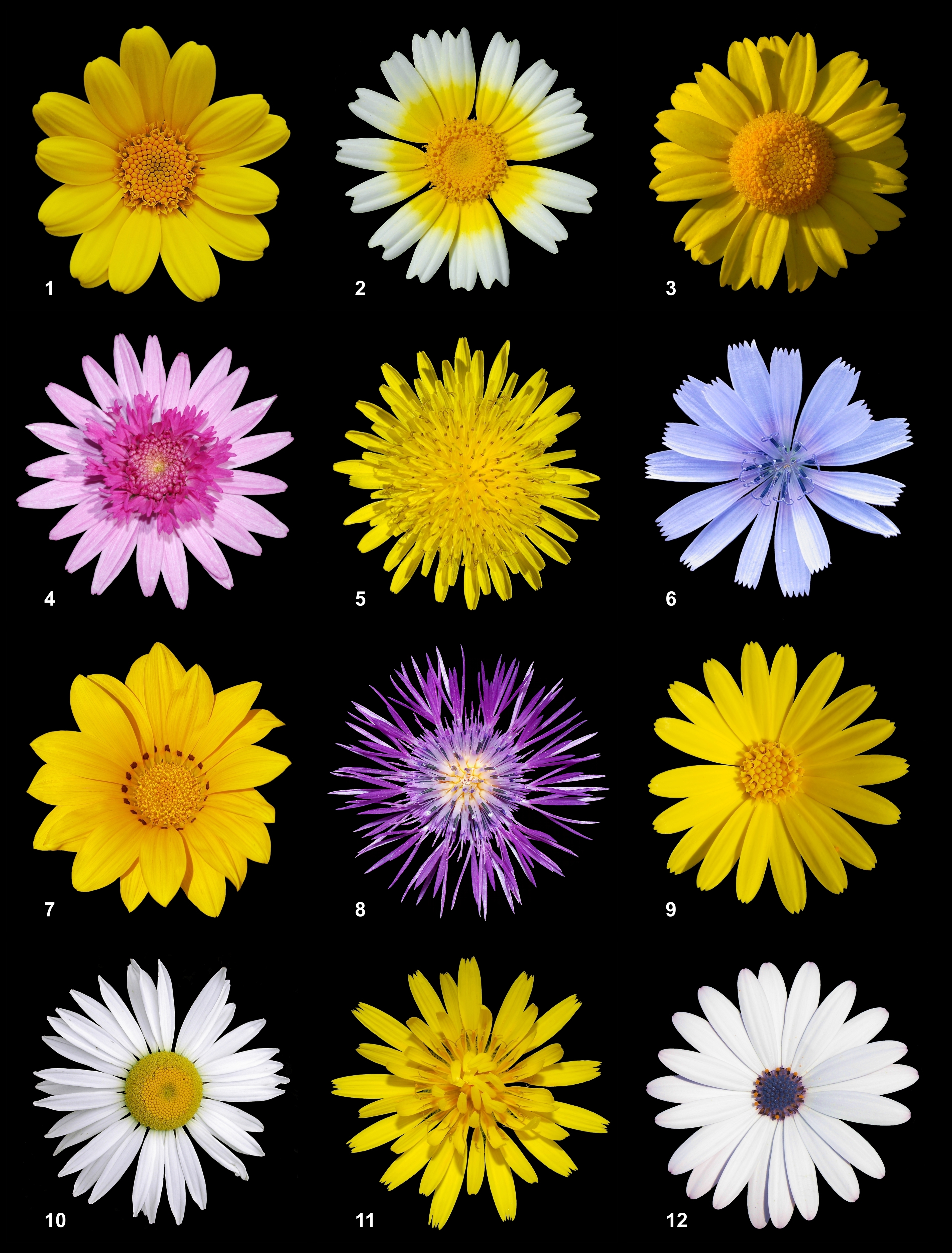
Inflorescências de espécie pertencentes à família Asteraceae

Também conhecidas como Magnoliopsidas, mais de dois terços das espécies de angiospermas são eudicotiledôneas - aproximadamente 170 mil espécies -, incluindo em sua maioria árvores, arbustos e ervas. O maior grupo é a família de leguminosas, que inclui culturas agrícolas como as ervilhas, a soja e os feijões. A família das rosáceas também é importante economicamente e inclui muitas plantas com flores ornamentais, bem como algumas espécies com frutos comestíveis, como morangueiro, e árvores como a macieira e a pereira. A maior parte das árvores floríferas familiares é composta por eudicotiledôneas, como o ipê, o jacarandá, a paineira, o carvalho, a nogueira, o bordo, o salgueiro e  outras. São caracterizadas por:
- Raiz axial ou pivotante permitindo assim atingir maiores profundidades;
- Folhas com nervuras geralmente reticuladas;
- Flores tetrâmeras ou pentâmeras (múltiplas de 4 ou 5);
- Semente com dois cotilédones;
- Ciclo de vida longo;
- Crescimento secundário (Presença de tronco);
- Podem apresentar caule lenhoso;
- Nervura reticulada.

## Famílias
Atualmente há 405 famílias de Angiospermas:

### A

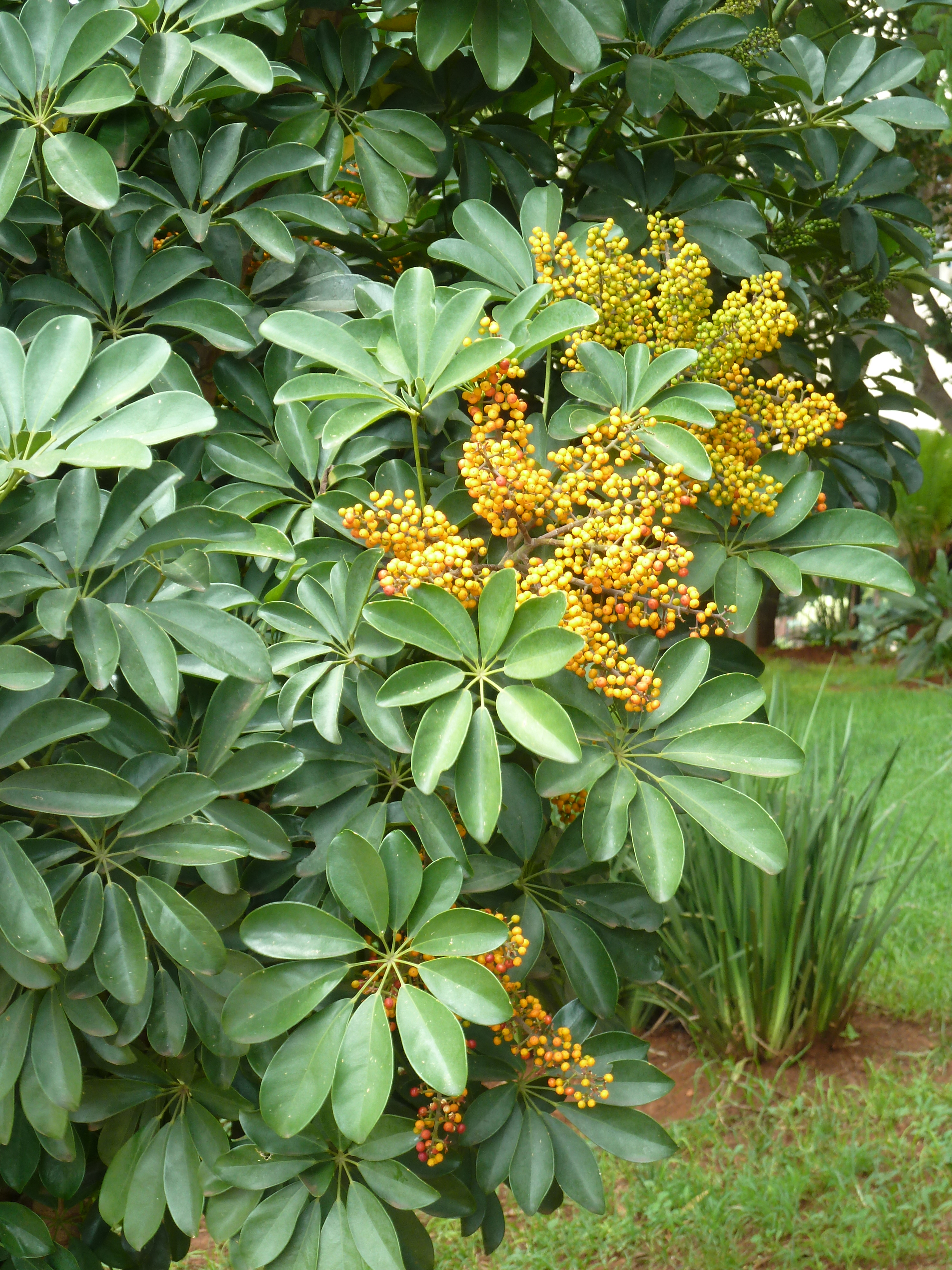
Schefflera arboricola do gênero Schefflera, família Araliaceae

- Acanthaceae
- Achariaceae
- Achatocarpaceae
- Acoraceae
- Actinidiaceae
- Adoxaceae
- Aextoxicaceae
- Aizoaceae
- Akaniaceae
- Alismataceae
- Alseuosmiaceae
- Alstroemeriaceae
- Altingiaceae
- Amaranthaceae
- Amaryllidaceae
- Amborellaceae
- Anacampserotaceae
- Anacardiaceae
- Anarthriaceae
- Ancistrocladaceae
- Anisophylleaceae
- Annonaceae
- Aphanopetalaceae
- Aphloiaceae
- Apiaceae
- Apocynaceae
- Apodanthaceae
- Aponogetonaceae
- Aquifoliaceae
- Araceae
- Araliaceae
- Arecaceae
- Argophyllaceae
- Aristolochiaceae
- Asparagaceae
- Asteliaceae
- Asteropeiaceae
- Atherospermataceae
- Austrobaileyaceae

### B

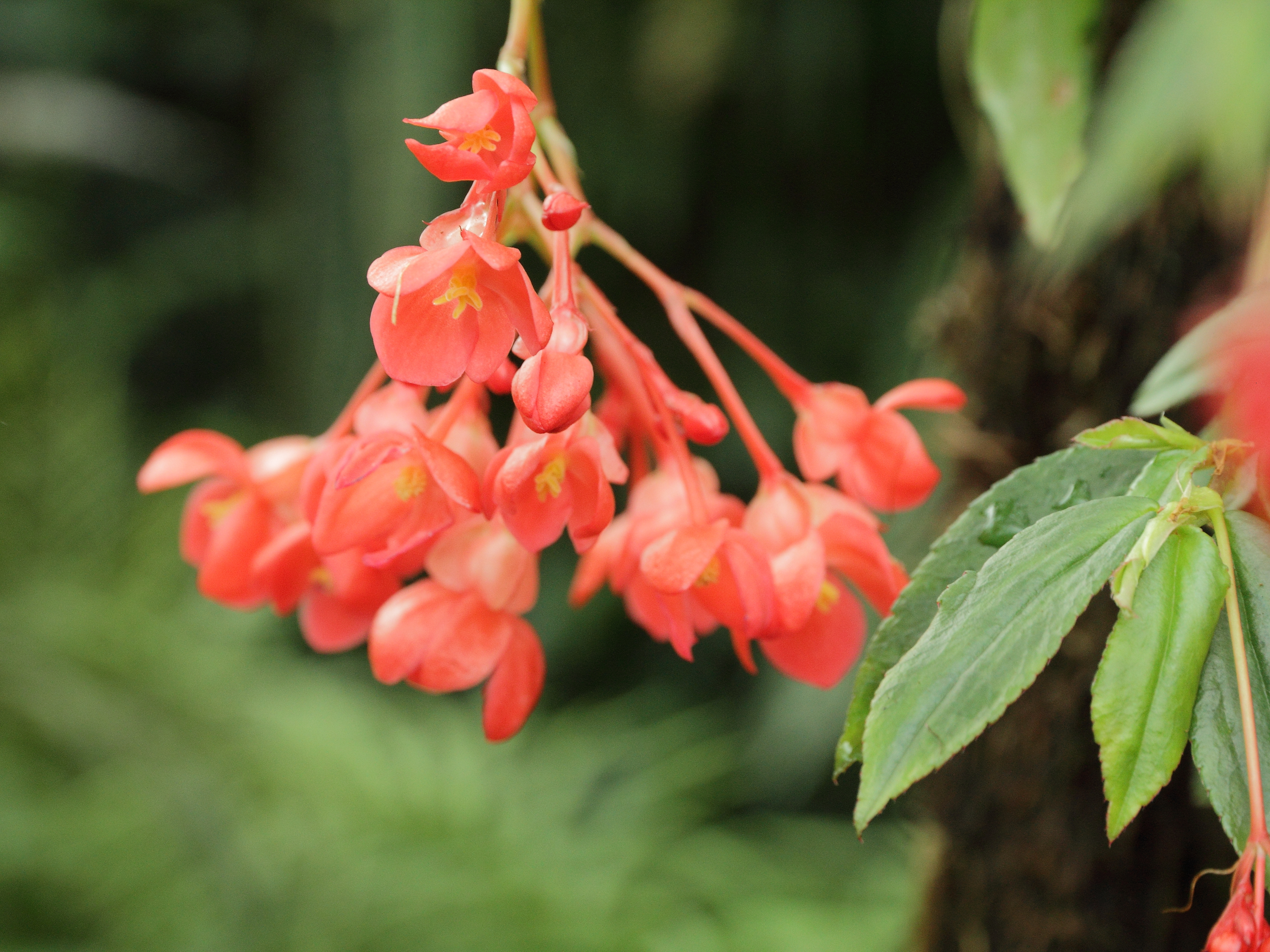
Begonia foliosa do gênero Begonia, família Begoniaceae

- Balanopaceae
- Balanophoraceae
- Balsaminaceae
- Barbeuiaceae
- Barbeyaceae
- Basellaceae
- Bataceae
- Begoniaceae
- Berberidaceae
- Berberidopsidaceae
- Betulaceae
- Biebersteiniaceae
- Bignoniaceae
- Bixaceae
- Blandfordiaceae
- Bonnetiaceae
- Boraginaceae
- Boryaceae
- Brassicaceae
- Bromeliaceae
- Brunelliaceae
- Bruniaceae
- Burmanniaceae
- Burseraceae
- Butomaceae
- Buxaceae
- Byblidaceae

### C

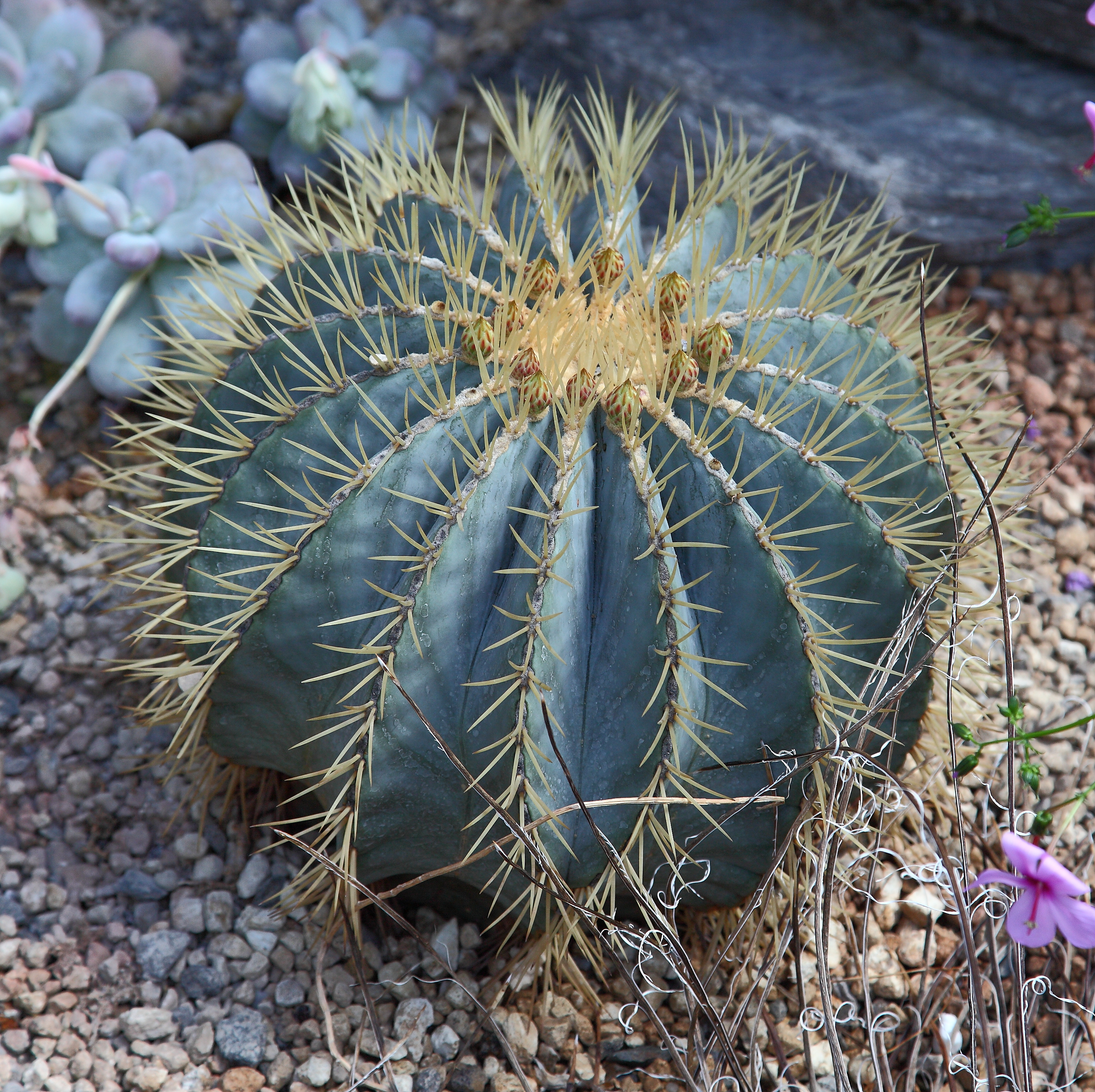
Ferocactus glaucescens, família Cactaceae

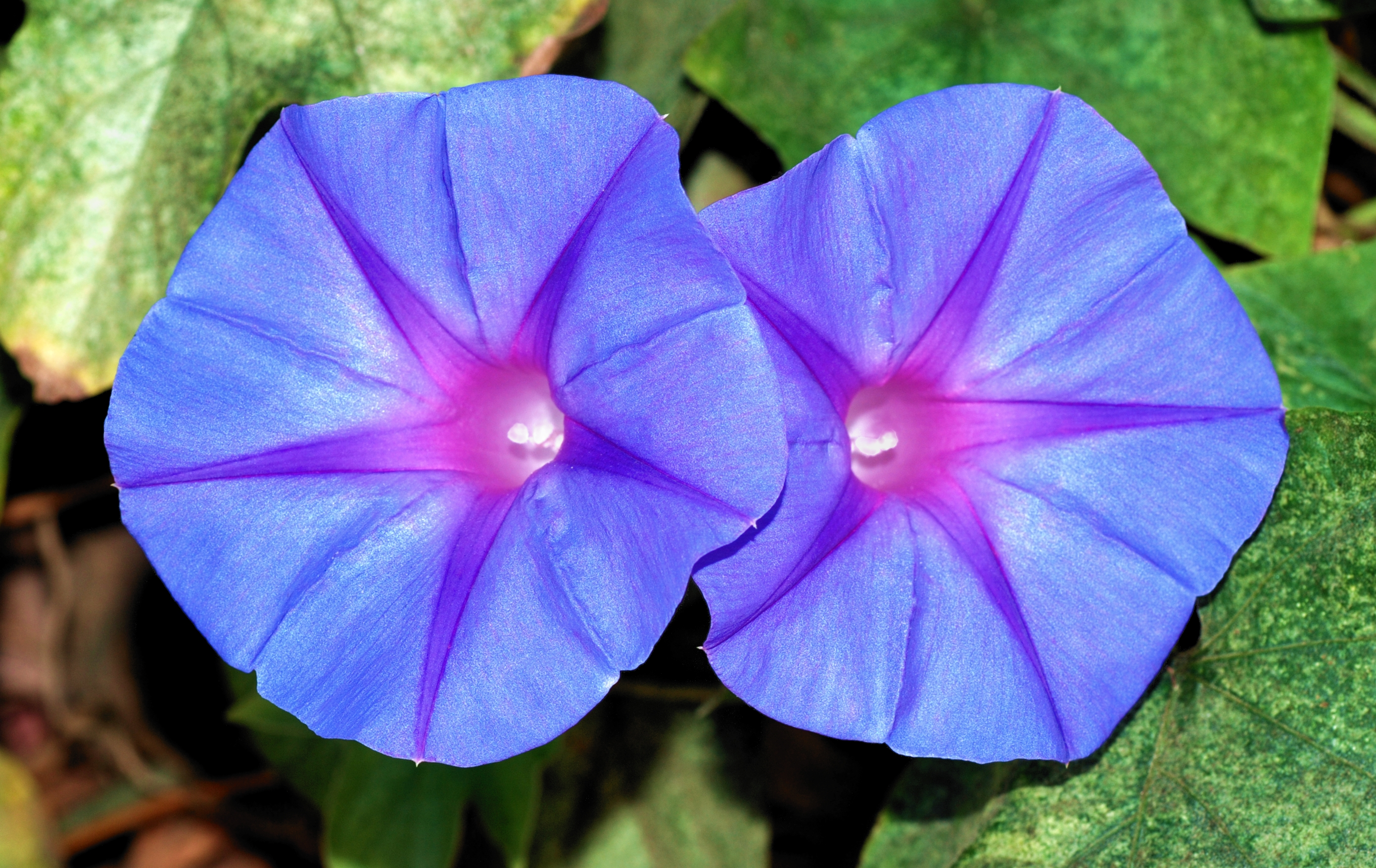
Ipomoea acuminata, família Convolvulaceae

- Cabombaceae
- Cactaceae
- Calceolariaceae
- Calophyllaceae
- Calycanthaceae
- Calyceraceae
- Campanulaceae
- Campynemataceae
- Canellaceae
- Cannabaceae
- Cannaceae
- Capparaceae
- Caprifoliaceae
- Cardiopteridaceae
- Caricaceae
- Carlemanniaceae
- Caryocaraceae
- Caryophyllaceae
- Casuarinaceae
- Celastraceae
- Centrolepidaceae
- Centroplacaceae
- Cephalotaceae
- Ceratophyllaceae
- Cercidiphyllaceae
- Chloranthaceae
- Chrysobalanaceae
- Circaeasteraceae
- Cistaceae
- Cleomaceae
- Clethraceae
- Clusiaceae
- Colchicaceae
- Columelliaceae
- Combretaceae
- Commelinaceae
- Compositae
- Connaraceae
- Convolvulaceae
- Coriariaceae
- Cornaceae
- Corsiaceae
- Corynocarpaceae
- Costaceae
- Crassulaceae
- Crossosomataceae
- Ctenolophonaceae
- Cucurbitaceae
- Cunoniaceae
- Curtisiaceae
- Cyclanthaceae
- Cymodoceaceae
- Cynomoriaceae
- Cyperaceae
- Cyrillaceae
- Cytinaceae

### D
- Daphniphyllaceae
- Dasypogonaceae
- Datiscaceae
- Degeneriaceae
- Diapensiaceae
- Dichapetalaceae
- Didiereaceae
- Dilleniaceae
- Dioncophyllaceae
- Dioscoreaceae
- Dipentodontaceae
- Dipterocarpaceae
- Dirachmaceae
- Doryanthaceae
- Droseraceae
- Drosophyllaceae

### E
- Ebenaceae
- Ecdeiocoleaceae
- Elaeagnaceae
- Elaeocarpaceae
- Elatinaceae
- Emblingiaceae
- Ericaceae
- Eriocaulaceae
- Erythroxylaceae
- Escalloniaceae
- Eucommiaceae
- Euphorbiaceae
- Euphroniaceae
- Eupomatiaceae
- Eupteleaceae

### F
- Fagaceae
- Flacourtiaceae
- Flagellariaceae
- Fouquieriaceae
- Frankeniaceae

### G
- Garryaceae
- Geissolomataceae
- Gelsemiaceae
- Gentianaceae
- Geraniaceae
- Gerrardinaceae
- Gesneriaceae
- Gisekiaceae
- Gomortegaceae
- Goodeniaceae
- Goupiaceae
- Grossulariaceae
- Grubbiaceae
- Guamatelaceae
- Gunneraceae
- Gyrostemonaceae

### H
- Haemodoraceae
- Halophytaceae
- Haloragaceae
- Hamamelidaceae
- Hanguanaceae
- Haptanthaceae
- Heliconiaceae
- Helwingiaceae
- Hernandiaceae
- Himantandraceae
- Huaceae
- Humiriaceae
- Hydatellaceae
- Hydnoraceae
- Hydrangeaceae
- Hydrocharitaceae
- Hydroleaceae
- Hydrostachyaceae
- Hypericaceae
- Hypoxidaceae

### I
- Icacinaceae
- Iridaceae
- Irvingiaceae
- Iteaceae
- Ixioliriaceae
- Ixonanthaceae

### J
- Joinvilleaceae
- Juglandaceae
- Juncaceae
- Juncaginaceae

### K
- Kirkiaceae
- Koeberliniaceae
- Krameriaceae

### L
- Lacistemataceae
- Lactoridaceae
- Lamiaceae
- Lanariaceae
- Lardizabalaceae
- Lauraceae
- Lecythidaceae
- Leguminosae
- Lentibulariaceae
- Lepidobotryaceae
- Liliaceae
- Limeaceae
- Limnanthaceae
- Linaceae
- Linderniaceae
- Loasaceae
- Loganiaceae
- Lophiocarpaceae
- Lophopyxidaceae
- Loranthaceae
- Lowiaceae
- Lythraceae

### M
- Magnoliaceae
- Malpighiaceae
- Malvaceae
- Marantaceae
- Marcgraviaceae
- Martyniaceae
- Mayacaceae
- Melanthiaceae
- Melastomataceae
- Meliaceae
- Melianthaceae
- Menispermaceae
- Menyanthaceae
- Metteniusaceae
- Misodendraceae
- Mitrastemonaceae
- Molluginaceae
- Monimiaceae
- Montiaceae
- Montiniaceae
- Moraceae
- Moringaceae
- Muntingiaceae
- Musaceae
- Myodocarpaceae
- Myricaceae
- Myristicaceae
- Myrothamnaceae
- Myrtaceae

### N
- Nartheciaceae
- Nelumbonaceae
- Nepenthaceae
- Neuradaceae
- Nitrariaceae
- Nothofagaceae
- Nyctaginaceae
- Nymphaeaceae

### O
- Ochnaceae
- Olacaceae
- Oleaceae
- Onagraceae
- Oncothecaceae
- Opiliaceae
- Orchidaceae
- Orobanchaceae
- Oxalidaceae

### P
- Paeoniaceae
- Pandaceae
- Pandanaceae
- Papaveraceae
- Paracryphiaceae
- Passifloraceae
- Paulowniaceae
- Pedaliaceae
- Penaeaceae
- Pennantiaceae
- Pentadiplandraceae
- Pentaphragmataceae
- Pentaphylacaceae
- Penthoraceae
- Peraceae
- Peridiscaceae
- Petenaeaceae
- Petermanniaceae
- Petrosaviaceae
- Phellinaceae
- Philesiaceae
- Philydraceae
- Phrymaceae
- Phyllanthaceae
- Phyllonomaceae
- Physenaceae
- Phytolaccaceae
- Picramniaceae
- Picrodendraceae
- Piperaceae
- Pittosporaceae
- Plantaginaceae
- Platanaceae
- Plocospermataceae
- Plumbaginaceae
- Poaceae
- Podostemaceae
- Polemoniaceae
- Polygalaceae
- Polygonaceae
- Pontederiaceae
- Portulacaceae
- Posidoniaceae
- Potamogetonaceae
- Primulaceae
- Proteaceae
- Putranjivaceae

### Q
- Quillajaceae

### R
- Rafflesiaceae
- Ranunculaceae
- Rapateaceae
- Resedaceae
- Restionaceae
- Rhabdodendraceae
- Rhamnaceae
- Rhipogonaceae
- Rhizophoraceae
- Roridulaceae
- Rosaceae
- Rousseaceae
- Rubiaceae
- Ruppiaceae
- Rutaceae

### S
- Sabiaceae
- Salicaceae
- Salvadoraceae
- Santalaceae
- Sapindaceae
- Sapotaceae
- Sarcobataceae
- Sarcolaenaceae
- Sarraceniaceae
- Saururaceae
- Saxifragaceae
- Scheuchzeriaceae
- Schisandraceae
- Schlegeliaceae
- Schoepfiaceae
- Scrophulariaceae
- Setchellanthaceae
- Simaroubaceae
- Simmondsiaceae
- Siparunaceae
- Sladeniaceae
- Smilacaceae
- Solanaceae
- Sphaerosepalaceae
- Sphenocleaceae
- Stachyuraceae
- Staphyleaceae
- Stegnospermataceae
- Stemonaceae
- Stemonuraceae
- Stilbaceae
- Strasburgeriaceae
- Strelitziaceae
- Stylidiaceae
- Styracaceae
- Surianaceae
- Symplocaceae

### T
- Talinaceae
- Tamaricaceae
- Tapisciaceae
- Tecophilaeaceae
- Tetrachondraceae
- Tetramelaceae
- Tetrameristaceae
- Theaceae
- Thomandersiaceae
- Thurniaceae
- Thymelaeaceae
- Ticodendraceae
- Tofieldiaceae
- Torricelliaceae
- Tovariaceae
- Trigoniaceae
- Trimeniaceae
- Triuridaceae
- Trochodendraceae
- Tropaeolaceae
- Typhaceae

### U
- Ulmaceae
- Urticaceae

### V
- Vahliaceae
- Velloziaceae
- Verbenaceae
- Violaceae
- Vitaceae
- Vivianiaceae
- Vochysiaceae

### W
- Winteraceae

### X
- Xanthorrhoeaceae
- Xeronemataceae
- Xyridaceae

### Z
- Zingiberaceae
- Zosteraceae
- Zygophyllaceae